# Forrest H. Anderson
Forrest Howard Anderson, född 30 januari 1913 i Helena, Montana, död 20 juli 1989 i Helena, Montana, var en amerikansk demokratisk politiker. Han var Montanas guvernör 1969–1973.
Anderson studerade juridik vid University of Montana och Catholic University of America. Han tjänstgjorde som domare i Montanas högsta domstol 1953–1956 och som Montanas justitieminister (attorney general) 1957–1969.
Anderson efterträdde 1969 Tim M. Babcock som guvernör och efterträddes 1973 av Thomas Lee Judge. År 1989 begick Anderson självmord med skjutvapen och gravsattes i Helena.